# Belizská vlajka

Belizská vlajka
Poměr stran: 2:3

Vlajka Belize má podobu modrého listu o poměru stran 2:3 se dvěma vodorovnými červenými pruhy o šířce 1/10 šířky vlajky při horním a dolním okraji a s kruhovým státním znakem uprostřed o průměru 3/5 šířky listu.
Modrá a červená barva vycházejí z barev dvou hlavních politických stran. Znak symbolizuje dřevařský průmysl, tvořící základ hospodářství země. Připomíná i historii, kdy první evropští kolonialisté při vývozu dřeva používali nástroje na kácení a zpravování dřeva, pádel při přepravě do přístavů a plachetnic při dopravě do Evropy.
Vlajka vychází z podoby neoficiální vlajky Britského Hondurasu (původní název Belize v době koloniální nadvlády Spojeného království) navržené v roce 1950. Vlajka byla oficiálně přijata 21. září 1981 při získání nezávislosti na Spojeném království.
Na belizské vlajce je 12 barev, což z ní dělá nejbarevnější vlajku světa.

## Historie
Území dnešního Belize bylo v předkolumbovské éře od 3. do 9. století pod vlivem Mayské říše. Pobřeží Střední Ameriky objevil roku 1502 Kryštof Kolumbus při své čtvrté výpravě. Belize však zřejmě nenavštívil. V roce 1524 bylo toto území připojeno ke španělské kolonii Místokrálovství Nové Španělsko. V 17. století se začali na území Belize usazovat Angličané a Skotové a v roce 1786 byl pro toto území jmenován první britský superintendent. Prvními vlajkami užívanými na území Belize však byly vlajky španělské.
V roce 1840 nazvalo Spojené království území, které odpovídalo dnešnímu Belize, Britským Hondurasem (dnešní Honduras s Belize ale ani nesousedí). Pro územní spory s Guatemalou však proběhlo oficiální vyhlášení až 12. května 1862. V této souvislosti se začaly užívat britské vlajky.

Španělská vlajka v Belize (1785–1840) Poměr stran: 2:3
Vlajka Spojeného království v Belize (1840/1862–1981 Poměr stran: 1:2

V roce 1870 byla pro kolonii Britský Honduras zavedena vlastní vlajka o poměru stran 1:2, vycházející z britské státní námořní vlajky (modré služební, tzv. Blue Ensingn), s místním emblémem (badge) ve vlající části. Emblém byl tvořen bílým kruhovým štítem, po jehož obvodu byl žlutý, prolamovaný rám. Vnitřek štítu byl rozdělen na tři části obráceným vidlicovým dělení. V prvním, bílém poli byla zobrazena britská vlajka, ve druhém, taktéž bílém poli několik kosmo položených nástrojů v přirozených barvách: sekera, tesařská sekera, veslo a dřevařská pila. Nástroje byly potřebné pro těžbu mahagonového dřeva. Ve třetím, spodním poli je realistické vyobrazení trojstěžníku (plujícím heraldicky doprava) na modrém moři a pod modrobílou oblohou. Na zádi lodi byla vyvěšena červená britská námořní vlajka.
V roce 1871 se stal Britský Honduras korunní kolonií. V čele Britského Hondurasu byl poručík-guvernér, který byl správně podřízen guvernérovi Jamajky. 2. října 1894 se stala kolonie separátní, s vlastním guvernérem. Vlajka zůstala stejná. 12. prosince 1919 byla vlajka mírně upravena, byl vypuštěn bílý kruh a badge tak byl položen přímo na modrý list.

Vlajka Britského Hondurasu (1870–1919) Poměr stran: 1:2
Vlajka guvernéra Britského Hondurasu (1884–1981) Poměr stran: 1:2
Vlajka Britského Hondurasu (1919–1981) Poměr stran: 1:2

Na konci 40. let došlo k rozmachu národněosvobozeneckého hnutí a 2. února 1950 byla zavedena neoficiálně nová státní vlajka, která se později stala základem dnešní vlajky. Vlajka byla tvořena modrým listem o poměru stran 2:3. Uprostřed listu bylo umístěno bílé kruhové pole s novým velkým znakem v hnědém věnci s pětadvaceti zdvojenými zelenými lístky, rostoucími proti směru chodu hodinových ručiček. Barvy vlajky vycházely z barev Lidové sjednocené strany, 50 lístků připomínalo rok 1950, věnec symbolizoval mír. Podle některých zdrojů se užívala i národní vlajka (taktéž neoficiálně) s čistě bílým kruhovým polem bez znaku (není obrázek).
Po demonstracích v druhé polovině 50. let byla 1. března 1961 poskytnuta Britskému Hondurasu vnitřní samospráva a 1. ledna 1964 i ministerský systém. 1. června 1973 byla země přejmenována na Belize podle stejnojmenné řeky, oficiální vlajka však stále zůstala zachována.

Neoficiální národní Belizská vlajka (1950–1981) Poměr stran: 2:3

O půlnoci 21. září 1981 byla vyhlášena nezávislost Belize a při slavnostním ceremoniálu poprvé vztyčena nová státní vlajka vycházející z neoficiální vlajky z roku 1950. Modrý list byl však doplněn o dva červené pruhy o šířce 1/10 šířky vlajky při horním i dolním okraji vlajky. V kruhovém poli o průměru 3/5 šířky listu byl umístěn nový znak vycházející ale z předchozího znaku z roku 1950. Nová vlajka byla oproti předchozí vlajce změněna i z toho důvodu, že to prakticky byla vlajka Sjednocené lidové strany. Dva červené pruhy byly doplněny na žádost opoziční Sjednocené demokratické strany. Heslo SUB UMBRA FLOREO (latinsky Ve stínu vzkvétám) ve znaku připomíná mahagonovníky.
V lednu roku 2000 se zvláštní komise pro politickou reformu zabývala i státní vlajkou. Vlajce byly vytýkány: přílišná složitost, kombinace vlajky a znaku, nečitelnost hesla na znaku, výběr ve spěchu a nepřítomnost žen ve znaku. Vlajka však zatím změněna nebyla.

## Commonwealth
Belize je členem Commonwealthu (který užívá vlastní vlajku) a zároveň je hlavou státu britský panovník (Commonwealth realm), kterého zastupuje generální guvernér (viz seznam vlajek britských guvernérů).
V roce 1960 byla navržena osobní vlajka Alžběty II., určená pro reprezentaci královny v její roli hlavy Commonwealthu na územích, ve kterých neměla jedinečnou vlajku – to byl i případ Belize (viz seznam vlajek Alžběty II.).

Osobní vlajka královny Alžběty II. (1960–2022) Poměr stran: 1:1
Vlajka belizského generálního guvernéra Poměr stran: 1:2